# Спрыня (река)
Спрыня (укр. Спринька, Сприня) — река в Самборском районе Львовской области Украины. Правый приток реки Черхавка (бассейн Днестра).
Длина реки 13 км, площадь бассейна 40 км². Течение реки имеет горный характер (в низовьях — равнинный). Долина узкая, глубокая. Пойма местами односторонняя. Русло слабоизвилистое, с каменистым дном и многочисленными перекатами.
Берёт начало в восточной части Верхнеднестровских Бескид, юго-западнее села Спрыня. Течёт преимущественно на северо-восток, в приустьевой части — на север. Впадает в Черхавку в северной части села Черхава.
На реке расположены сёла Спрыня, Монастырец, Черхава.